# التغطية الإعلامية لجائحة فيروس كورونا

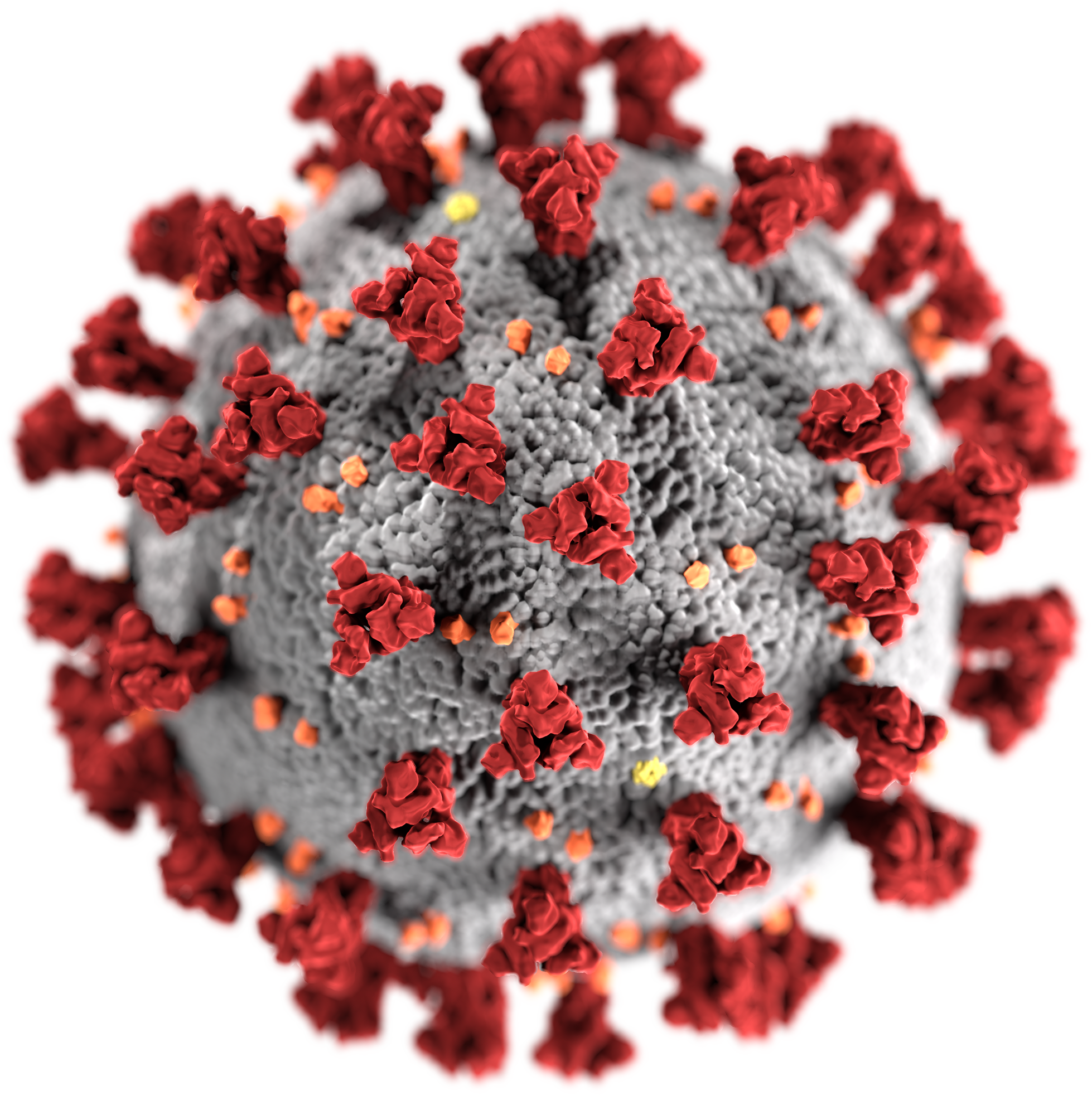

اختلفت التغطية الإعلامية لفيروس كورونا الوبائي 2019-2020 حسب البلد، الفترة الزمنية ووسائل الإعلام، تتراوح من الرقابة المباشرة إلى التغطية الشاملة.

## مستوى التغطية
في غضون كانون الثاني 2020، أول شهر كامل عرف فيه التفشي، سجلت مجلة تايمز مقال باللغة الإنجليزية يتضمن مصطلح (فيروس كورونا)، (19.000) منها جعلته كعناوين رئيسية. تمت مقارنة هذا مع وباء كيفو إيبولا، الذي لديه (1800) مقال و (700) عنوانًا رئيسيًا في آب 2018. بول ليفنسون، باحث في دراسات الإعلام التواصلي، عزا هذا التفاوت الكبير إلى ردة الفعل العكسية من التغطية الزائدة المتصورة لفاشية إيبولا 2014، إلى جانب المخاوف المتعلقة بالرقابة الصينية للتغطية.

## حسب الدولة

### الصين
تلقت الحكومة الصينية انتقادات كبيرة لفرض رقابة على مدى تفشي المرض. أتبعت فوريًا بعد الحجر الصحي الأولي لمدينة ووهان والمدن المجاورة، شجعت وسائل الإعلام الحكومية الصينية مثل People's Daily  في البداية منشورات مواقع التواصل الاجتماعي التي تطلب المساعدة بين المواطنين على المنصات مثل Weibo. ثم نشر العديد من الصحفيون مقالات استقصائية تتعارض مع البيانات الرسمية ووسائل الإعلام، مشيرًا إلى أن عدد الحالات في ووهان أكبر بكثير من ما تم الإبلاغ عنه.

### المملكة المتحدة
في الإبلاغ عن تفشي المرض، استخدمت الصحف البريطانية الشعبية مثل The Sun و The daily mail  لغة توصف بأنها «محفزة للخوف»  ، وفقًا لمقياس ثقة إيدلمان كان الصحفيون هم المصدر الأقل موثوقية للمعلومات المتعلقة بالوباء في المملكة المتحدة، 43% من الذين شملهم الاستطلاع أعلنوا الحقيقة، خلف المسؤوليين الحكوميين 48% والدول الأكثر تأثرًا 46% . كان هذا على الرغم من كون وسائل الإعلام التقليدية هي المصدر الأولي للمعلومات المتعلقة بالوباء في المملكة المتحدة.

### الولايات المتحدة
آراء الضيوف والمضيفين على قناة Fox News ، وهي وسيلة إعلامية محافظة، قللت في البداية من تفشي المرض، مع اتهام بعض الضيوف لوسائل الإعلام بالمبالغة في المرض لأسباب سياسية. وادعت إحدى مضيفات Fox Business  تريش ريجان، في برنامجها Trish Regan Primetime  أن الحزب الديمقراطي أنشأ التغطية الإعلامية لفيروس كورونا عن عمد «هستيريا جماعية لتشجيع البيع في الأسواق». على الجانب الآخر اتخذ تاكر كارلسون موقفًا أكثر جدية فيما يتعلق بالمرض، وانتقد المضيفين الآخرين الذين قارنوه بالإنفلونزا الموسمية العادية. تم تعليق عرض ريجان في وقت لاحق.
اتهم الرئيس دونالد ترامب في البداية وسائل الإعلام مثل ال CNN «القيام بكل ما في وسعها لغرس الخوف في الناس»، بيان ردده القائم بأعمال رئيس أركان البيت الأبيض ميك مولفاني. تم ذكر ترامب في ما بين ربع وثلث التقارير الإعلامية المتعلقة بالفيروس في الولايات المتحدة بين 25 شباط و 28شباط  تم إجراء استطلاع Axious بين 5 و 9 آذار2020 ، ووجد أن 62% من المؤيدين الجمهوريين يعتقدون أن تغطية التفشي بوسائل الإعلام مبالغ فيها، مقارنةً ب 31% من المؤيديين الديقراطيين و 35% من المستقلين.